# Selenocosmia javanensis sumatrana
Selenocosmia javanensis sumatrana is een spinnenondersoort in de taxonomische indeling van de vogelspinnen (Theraphosidae).
Het dier behoort tot het geslacht Selenocosmia. De wetenschappelijke naam van de soort werd voor het eerst geldig gepubliceerd in 1907 door Embrik Strand.